# Classe Gorgona (trasporto costiero)
La classe Gorgona è una serie di sei navi ausiliarie da trasporto costiero, "Moto Trasporto Costiero" (MTC) secondo la denominazione della Marina Militare.

## Caratteristiche
Sono navi costiere da trasporto roll-on/roll-off progettate per svolgere i seguenti compiti:
- posamine
- trasporto container
- trasporto truppe
- trasporto veicoli ruotati e cingolati da banchine attrezzate
- supporto logistico aliscafi (per la Classe Sparviero, radiata nel 2002)
- supporto logistico per missioni estere
- rifornimento di acqua potabile e carburanti per altre navi, isole e basi militari.

## Navi
| Gorgona     | A 5347 | 799,6  | 1985             | 12 luglio 1986    | 23 dicembre 1986  | Ammodernamento nel 1992                            |
| Tremiti     | A 5348 | 705,7  | 24 aprile 1985   | 13 settembre 1986 | 2 marzo 1987      | ammodernamento nel 1988; 18 posti letto aggiuntivi |
| Caprera     | A 5349 | 631    | 24 giugno 1985   | 8 novembre 1986   | 10 aprile 1987    |                                                    |
| Pantelleria | A 5351 | 798,32 | 1985             | 31 gennaio 1987   | 26 maggio 1987    | ammodernata nel 1992                               |
| Lipari      | A 5352 | 631    | 1985             | 7 maggio 1987     | 10 luglio 1987    |                                                    |
| Capri       | A 5353 | 706    | 19 dicembre 1985 | 18 giugno 1987    | 16 settembre 1987 |                                                    |